# Hashimoto (Wakayama)
Hashimoto (橋本市?) è una città giapponese della prefettura di Wakayama.